# Aartsbisdom Kaunas
Het aartsbisdom Kaunas (Latijn: Archidioecesis Kaunensis; Litouws: Kauno arkivyskupija) is een in Litouwen gelegen rooms-katholiek aartsbisdom met zetel in de stad Kaunas. De aartsbisschop van Kaunas, Kęstutis Kėvalas, is metropoliet van de kerkprovincie Kaunas waartoe ook de volgende suffragane bisdommen behoren:
- Šiauliai
- Telšiai
- Vilkaviškis

## Geschiedenis
Sinds de kerstening van Litouwen in de Unie van Kreva (personele unie van het Koninkrijk Polen en het Grootvorstendom Litouwen) leven er christenen in de streek Samogitië. Het was echter het laatste gebied in Europa dat officieel overging naar het christendom: pas vanaf 1413 was dat het geval en verschenen de eerste kerken. In 1417 werd, na een besluit op het Concilie van Konstanz, het bisdom Samogitië opgericht met zetel in Varniai. Dit bisdom werd in 1798 opgeheven, maar in 1849 weer opgericht.
In 1918 ontstond de onafhankelijke Republiek Litouwen en in 1922 annexeerde Polen een deel van Litouwen waaronder de hoofdstad Vilnius. Dit leidde ertoe dat Kaunas de tijdelijke hoofdstad van het land werd. Op 4 april 1926 werd door paus Pius XI de Litouwse Kerkprovincie ingericht met Kaunas als metropolitaan aartsbisdom. Vilkaviškis en Telšiai werden suffragane bisdommen. Tegelijkertijd werd ook het aartsbisdom Vilnius opgericht, bestaande uit de door Polen geannexeerde gebieden. Pas in 1991 vond een reorganisatie van de Rooms-Katholieke Kerk in Litouwen plaats, waardoor deze ging bestaan uit twee kerkprovincies: Kaunas en Vilnius. In 1997 werden de noordelijke parochies van Kaunas afgestaan voor de oprichting van het bisdom Šiauliai.

## Afbeeldingen

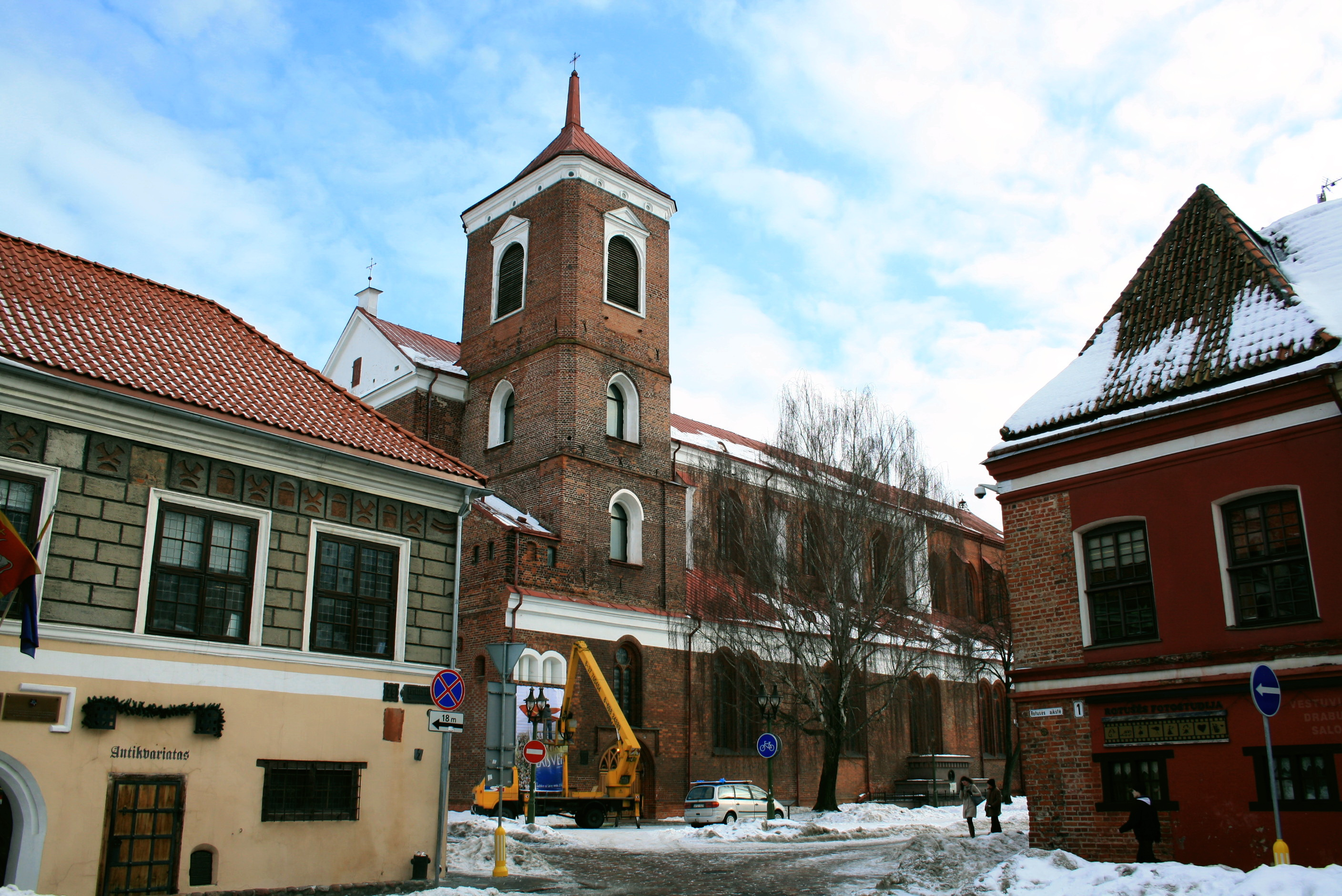
Kathedraal van Kaunas
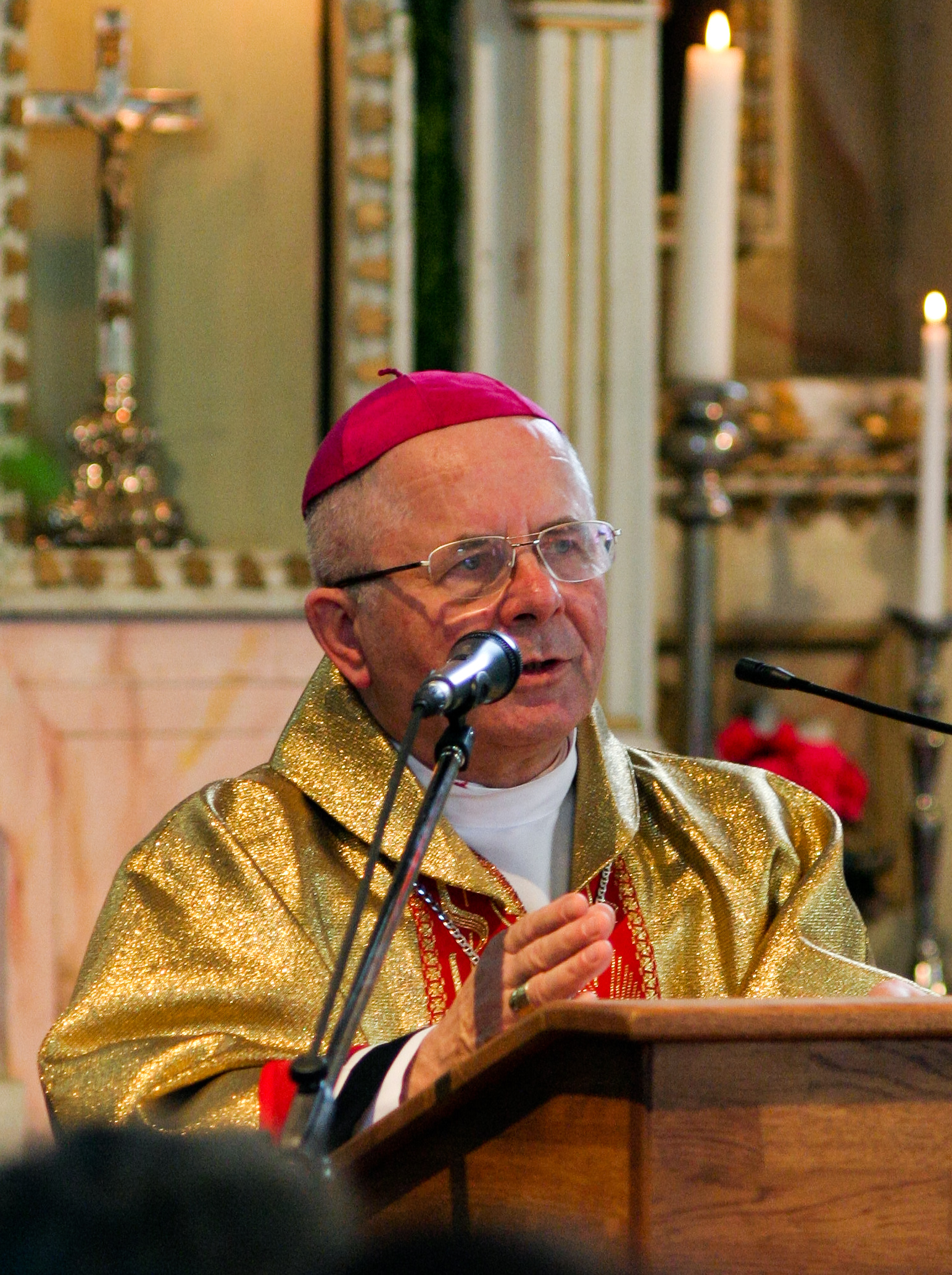
Aartsbisschop-emeritus Sigitas Tamkevičius